# Ramphastos
Ramphastos je rod ptáků z čeledi tukanovitých (Rhamphastidae). Ze všech rodů spadající pod tukanovité má druhý nejvyšší počet zástupců, nejznámější je tukan obrovský.

## Výskyt
Vyskytují se v zalesněných oblastech Střední a Jižní Ameriky vysoko v korunách stromů.

## Popis
Zástupci mají délku v rozmezí od 42 do 61 cm. Všichni mají černá křídla, ocasy a stehna, ale barva zbývajícího peří se odvíjí od jednotlivých druhů. 

## Chování
Živí se ovocem, bobulemi, ale také hmyzem nebo menšími obratlovci. Hnízdí v dutinách stromů ve velkých výškách, kde nakladou 2 – 4 čistě bílá vejce. Nejsou to samotářští ptáci; najdeme je v menších skupinách. Nemají přirozené predátory, ale je známo, že na všech druzích tohoto rodu (krom tukana vrubozobého) parazituje veš Austrophilopterus cancellosus.

## Druhy
- Tukan žlutohrdlý (Ramphastos ambiguus; Swainson, 1823)
- Tukan hnědošíjný (Ramphastos brevis; Meyer de Schauensee, 1945)
- Tukan pestrý (Ramphastos dicolorus; Linné, 1766)
- Tukan krátkozobý (Ramphastos sulfuratus; Lesson, 1830)
- Tukan hnědohřbetý (Ramphastos swainsonii; Gould, 1833)
- Tukan obrovský (Ramphastos toco; Statius Muller, 1776)
- Tukan bledohrdlý (Ramphastos tucanus; Linné, 1758)
- Tukan bělolící (Ramphastos vitellinus; Lichtenstein, 1823)